# ماريا بافلوفنا الصغرى
الأميرة الكبرى ماريا بافلوفنا الروسية (بالروسية: Великая Княгиня Мария Павловна؛ 18 أبريل [التقويم القديم 6 أبريل] 1890 – 13 ديسمبر 1958)، والمعروفة باسم ماريا بافلوفنا الصغيرة، كانت حفيدة القيصر ألكسندر الثاني من روسيا. كانت ابنة عم من جهة الأب للقيصر نيقولا الثاني (آخر قياصرة روسيا) وماري من إدنبرة (زوجة فرديناند الأول ملك رومانيا)، وابنة عم من جهة الأم للملوك جورج الثاني، ألكسندر، وبول (جميعهم ملوك اليونان)، وهيلين ملكة اليونان والدنمارك (الزوجة الثانية لكارول الثاني ملك رومانيا)، والأمير فيليب دوق إدنبرة (زوج الملكة إليزابيث الثانية). كما كانت أول حفيدة لجورج الأول ملك اليونان، وأول حفيدة من الدرجة الثانية لوالده كريستيان التاسع ملك الدنمارك.
تميزت طفولتها بوفاة والدتها ونفي والدها من روسيا عندما تزوج من امرأة من العامة عام 1902. تربت الأميرة الكبرى ماريا وشقيقها الأصغر ديميتري، الذي ظلت مقربة منه طوال حياتها، في موسكو تحت رعاية عمهم الأكبر الدوق سيرجي ألكسندروفيتش وزوجته الأميرة الكبرى إليزابيث فيودوروفنا، حفيدة الملكة فيكتوريا.
في عام 1908، تزوجت ماريا بافلوفنا من الأمير فيلهلم، دوق سوديرمانلاند. وأنجب الزوجان ابنًا واحدًا هو الأمير لينارت، دوق سمولاند، الذي أصبح لاحقًا الكونت بيرنادوت أف ويسبورغ. انتهى الزواج بالطلاق عام 1914 بسبب عدم السعادة. خلال الحرب العالمية الأولى، عملت الأميرة الكبرى ماريا بافلوفنا كممرضة حتى سقوط النظام الملكي الروسي في فبراير 1917. في سبتمبر 1917، خلال فترة حكومة روسيا المؤقتة، تزوجت الأمير سيرجي بوتياتين، وأنجبا ابنًا هو الأمير رومان سيرجيفيتش بوتياتين الذي توفي في الرضاعة. فر الزوجان من روسيا الثورية عبر أوكرانيا في يوليو 1918.
في المنفى، عاشت الأميرة الكبرى ماريا بافلوفنا لفترة قصيرة في بوخارست ولندن، ثم استقرت في باريس عام 1920. في عشرينيات القرن العشرين، افتتحت ورشة كيتمير للتطريز والموضة التي حققت نجاحًا معقولًا. في عام 1923، طلقت زوجها الثاني، وبعد بيعها ورشة كيتمير عام 1928، هاجرت إلى الولايات المتحدة. أثناء إقامتها في مدينة نيويورك، نشرت كتابين من مذكراتها: «تربية أميرة» (1930) و«أميرة في المنفى» (1932).
في عام 1942، انتقلت الأميرة الكبرى ماريا بافلوفنا إلى الأرجنتين حيث عاصرت سنوات الحرب العالمية الثانية. وعادت بشكل دائم إلى أوروبا في عام 1949. توفيت في مدينة كونستانس بألمانيا عام 1958.